# アルザス料理

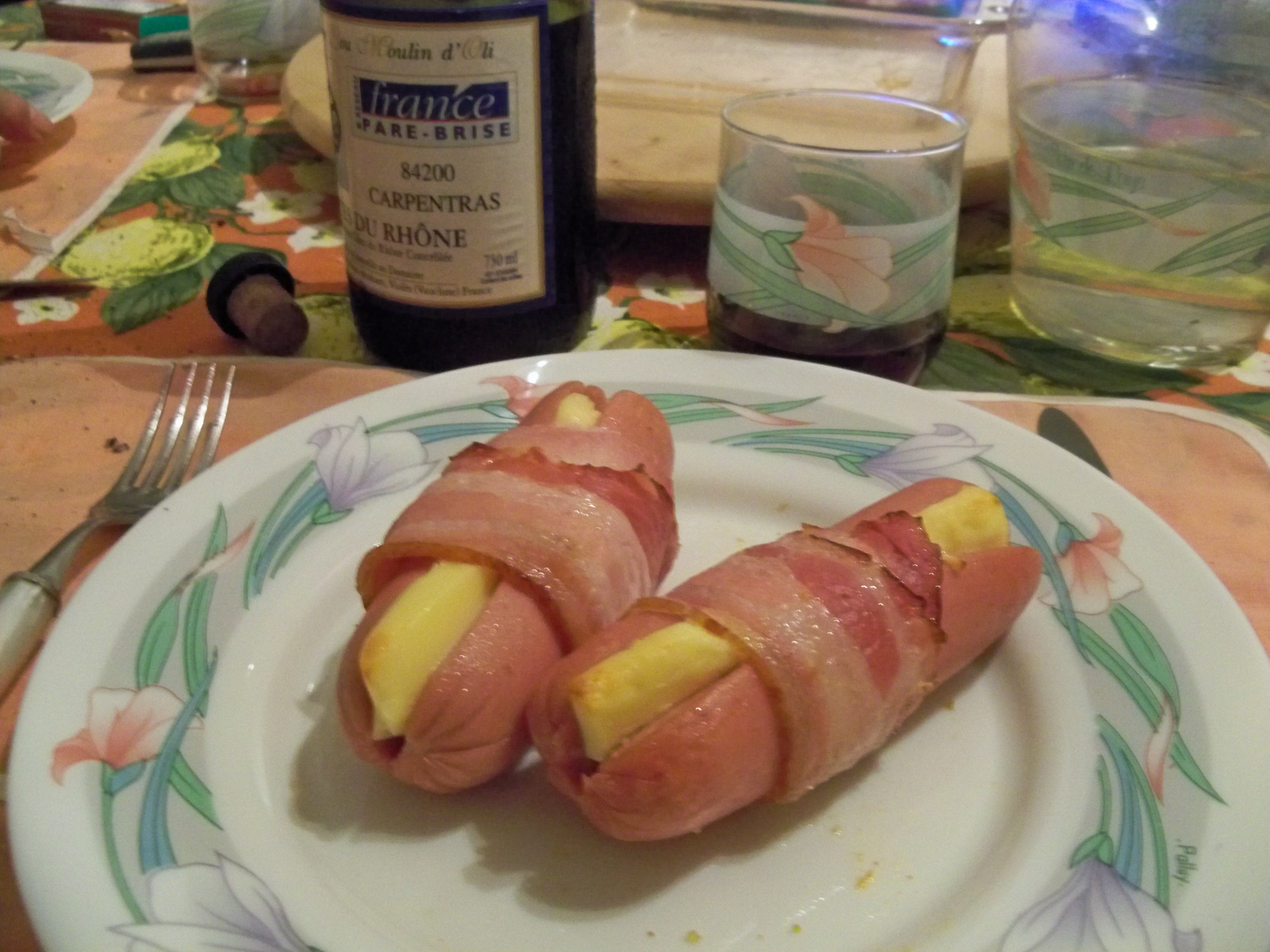
アルザスのセルヴェラ

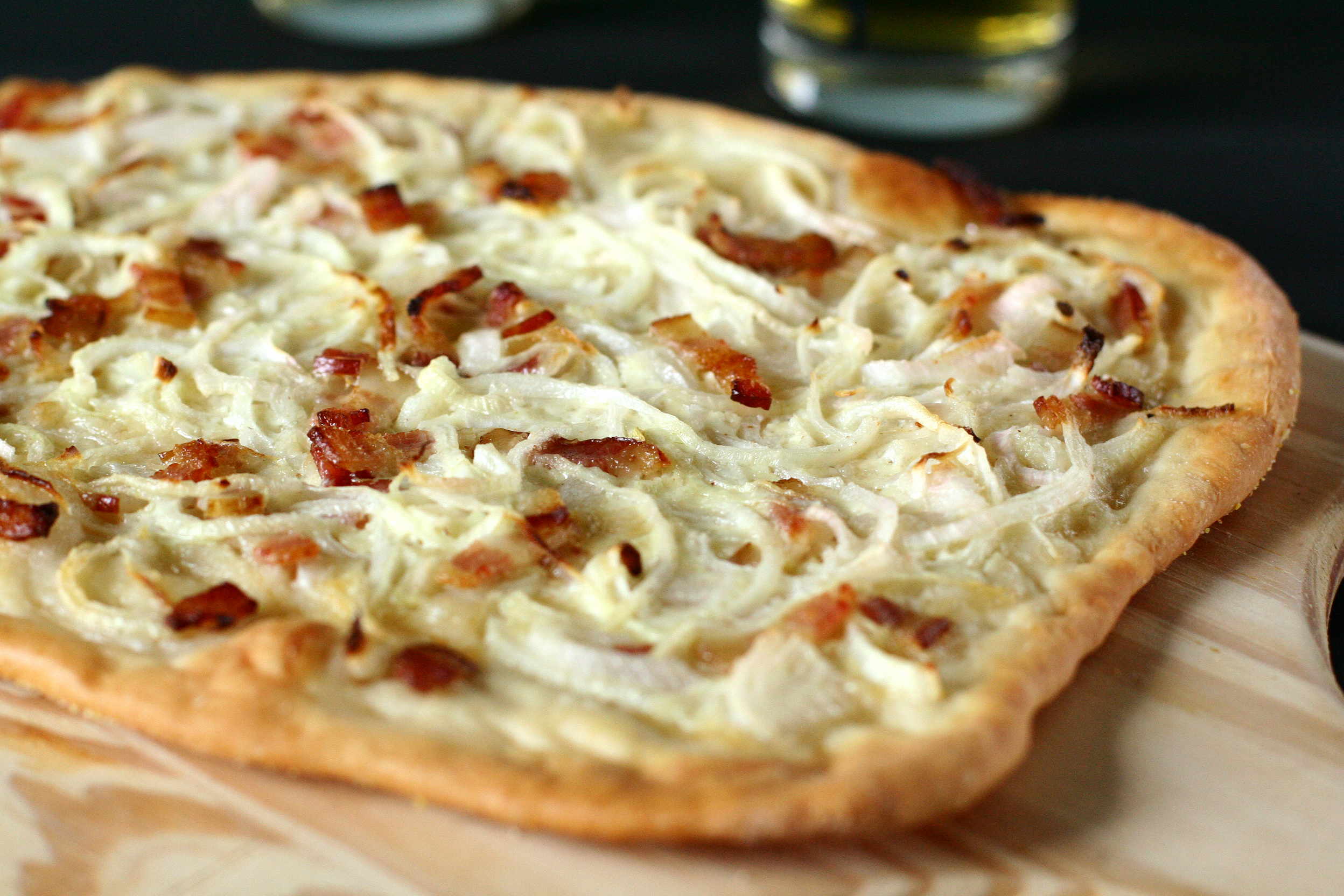
フラムキッシュ

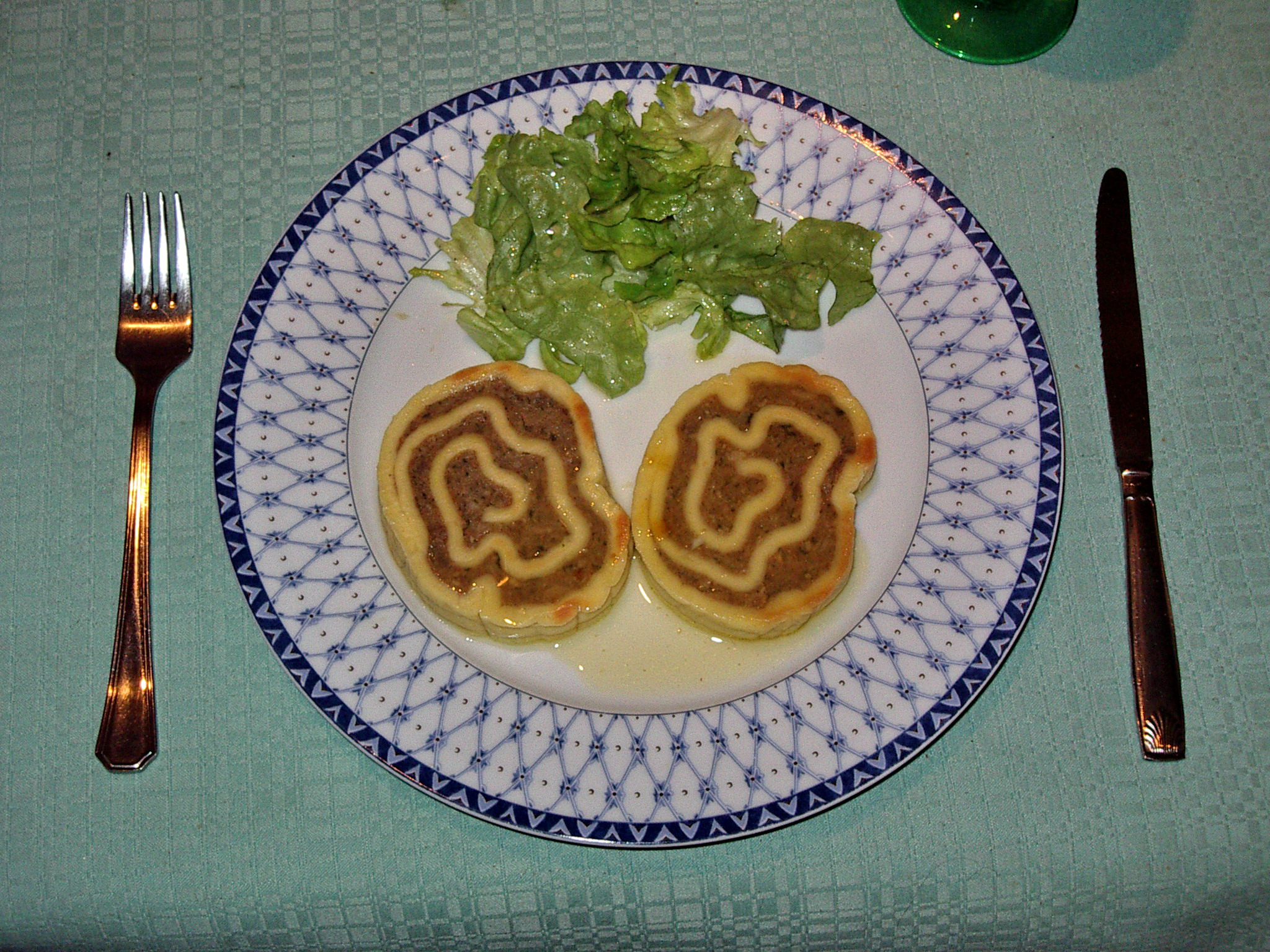
フライシュシュナッカ

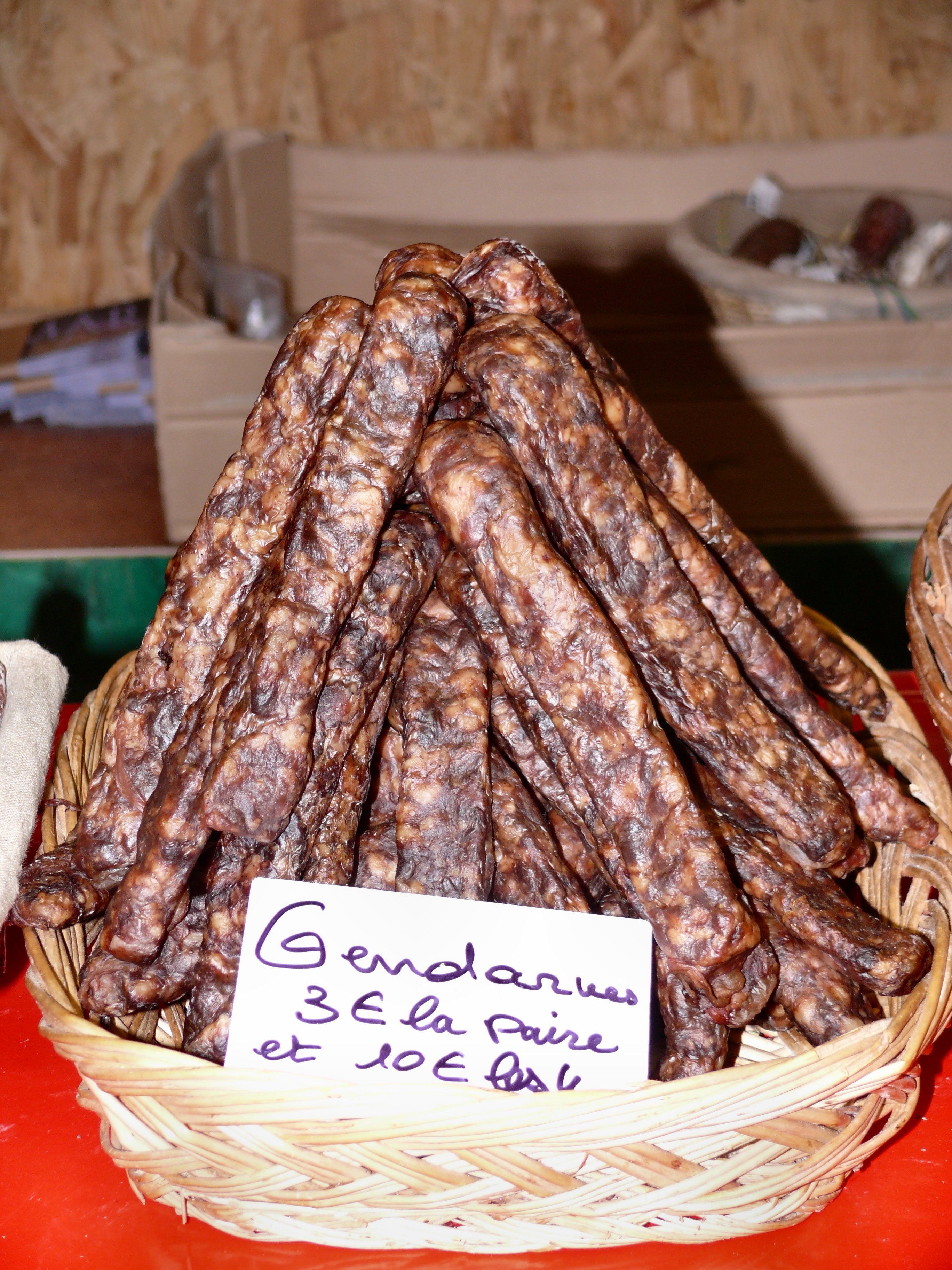
ジョンダルムは、ドイツ語でラントイェーガーとも呼ばれるが、「警察官」という意味で、フランス、アルザス、オーランのコルマールのクリスマスマーケットで販売されている、牛肉と豚肉で作られた伝統的なアルザスの細長いスモークソーセージである。

アルザス料理（アルザスりょうり）は、フランスのアルザス地方の料理であるが、ドイツ料理の伝統も取り入れており、さまざまな形で豚肉を使用していることが特徴である。この地域はワインとビールでも知られている。アルザス料理というのは、陽気さの代名詞であり、料理は充実しており、たっぷりと提供され、最も豊かな地方料理の一つと称される。

## 食べ物

### 料理
伝統的な料理 には、ベッコフ、フラムクエチェ、シュークルート、コルドンブルー、ヴォロヴァン、シュペッツレ、フライシュナッカ、プレッツェルなどがある。この地域のコッコーヴァン（フランスの有名なチキンシチュー）はコックオー・リースリング（ドライなワインによるクリーミーな蒸し煮チキン）が定番である。スンゴーとも呼ばれる南アルザスは、鯉の揚げ物（カルペフリット、イディッシュの伝統料理にもある）が特徴である。アルザスは、17世紀からこの地域で作られた フォアグラでもよく知られている。この地域の美食のシンボルは、間違いなくザウアークラウトのこの地方でのバリエーションであるシュークルートである。　アルザス語のザワークラウトという言葉は、他の南西ドイツ語の方言と同じように、sûrkrûtという綴りになり、標準ドイツ語に相当する「酸っぱいキャベツ」を意味している。この単語は、choucrouteとしてフランス語に含まれていた。それを作るために、キャベツは細かく刻まれ、塩とジュニパー・ベリー（ジンの香り付けにも使うもの）で層のように漬け込み、木製の樽で発酵させる。
ザウアークラウトは、鶏肉、豚肉、ソーセージ、さらには魚と一緒に提供する。伝統的には、ポーク、ストラスブールソーセージまたはフランクフルトソーセージ、ベーコン、スモークポークまたはスモークモルトーまたはモンベリアールソーセージ、または厳選されたポーク製品とともに出す。多くの場合、蒸しポテトと一緒に出すことが多い。
2番目に有名な料理は、羊の肩肉や豚、牛のテールや足をざっくり大きめに切ってを白マインと香草でマリネし一晩漬け込み、じゃがいもや人参などの野菜で覆ってオーブンで焼いたベッコフもしくはベックオフである。アルザスの白ワインとハーブを使ったテリーヌのオーブンで数時間一緒に調理される。
フラムキッシュもアルザスで非常に人気がある。アルザスピザと呼ばれることもあるが、生地はピザよりはるかに薄い。それは伝統的に薄いパン生地に生クリームとフロマージュブランで厚いコーティングをして、細切りベーコンや輪切りにした生玉ねぎを並べて、オーブンでグリルすれば出来上がりである。さらに、アルザスはフルーツジュース、ミネラルウォーター（リズベットなど）、ワインでも知られている。

### お菓子
アルザスの甘いお菓子には、クグロフ、ドイツ風チーズケーキ（フロマージュ・ブランタルトと呼ばれる）、モンブラン（アルザスではトルシェ・オー・マロンと呼ばれる）、シュトロイゼルなどがある。
年末の祝祭には、多種多様なビスケットやブレダラと呼ばれる小さなケーキのほか、クリスマスの時期に焼かれるパンデピス（ジンジャーブレッド）とマナラ（人の形を模した小さなブリオッシュ）が含まれる。これは伝統的に聖ニコラスの日（12月6日）の ために焼かれる。

## アルコール飲料

### ワイン

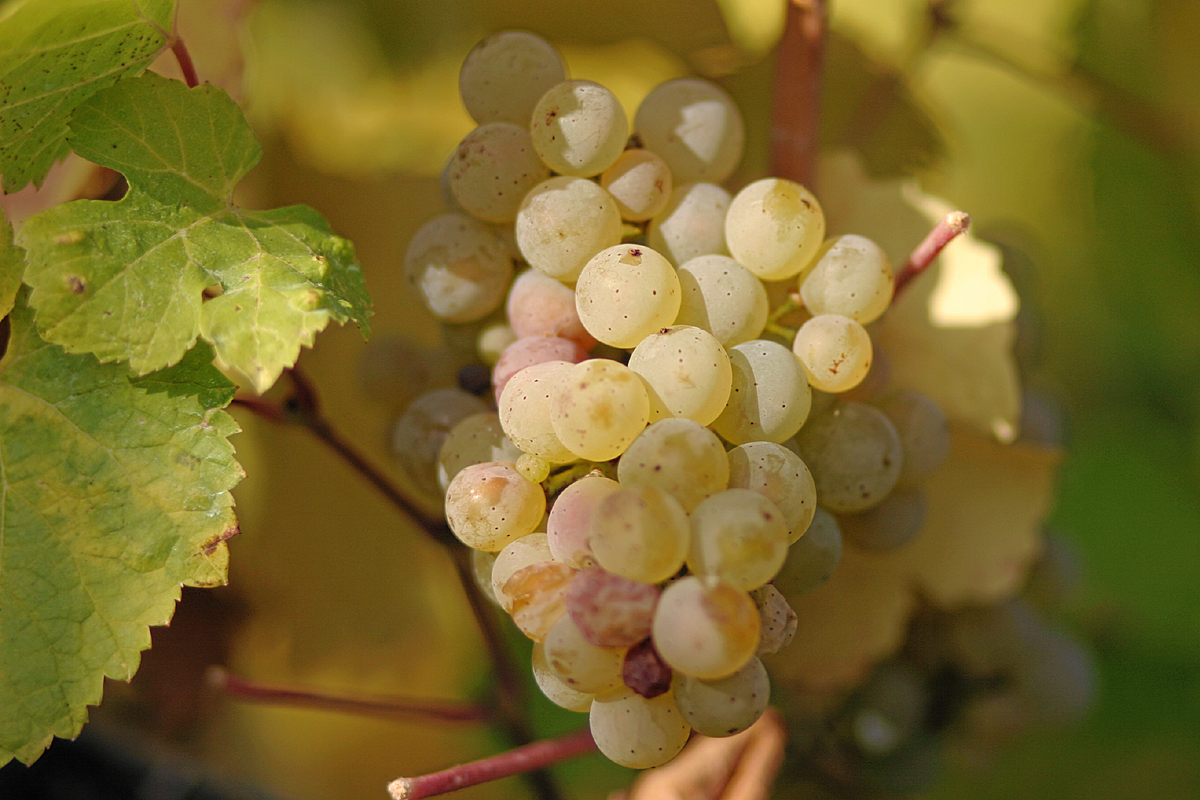
リースリンク種のぶどう

アルザスは重要なワイン生産地域として知られており、アルザスワインはほとんどが白で、ゲルマンの強い影響を示している。アルザスは世界で最も有名なドライリースリングのいくつかを生産しており、フランスで唯一、ドイツでも使用されているブドウから主に品種のワインを生産している地域である。最も注目すべき例はゲヴュルツトラミネールである。アルザスワインは、シルヴァーナー、ピノブラン、リースリング、マスカット、ピノ・グリ、ゲヴュルツトラミネール、ピノ・ノワールの7種類のブドウから作られている。ピノノワールは唯一のアルザスの赤ワインである。この地域では、スパークリングワインである クレマンダルザスも生産されている。

### ビール
ストラスブールとその近郊に醸造所があることから、アルザスはフランスの主要なビール生産地域でもある。国産のクラフトビールの醸造も盛んだが、フィッシャー・ブルワリー、カールスブロイ、クローネンブルグ、ハイネケングループといった大手メーカーの工場もある。ホップはコッヘルスベルクとアルザス北部で栽培されている。

### シュナップス
シュナップス（火酒）も伝統的にアルザスで作られているが、家庭用蒸留器が一般的ではなくなり、伝統的で度数の高いアルコール飲料の消費が減少しているため、減少傾向にある。